# Syrgenstein
Syrgenstein település Németországban, azon belül Bajorországban. Lakosainak száma 3931 fő (2023. december 31.).

## Népesség
A település népessége az elmúlt években az alábbi módon változott:
| Lakosok száma | 2976 | 1506 | 3550 | 3542 | 3583 | 3658 | 3664 | 3721 | 3895 | 3931 |
|               | 1970 | 1975 | 2011 | 2012 | 2014 | 2015 | 2017 | 2019 | 2022 | 2023 |